# Pomarós
Pomarós (en francès Poumarous) és un municipi francès situat al departament dels Alts Pirineus i a la regió d'Occitània.

## Demografia
| 1962                                       | 1968 | 1975 | 1982 | 1990 | 1999 | 2007 |
| ------------------------------------------ | ---- | ---- | ---- | ---- | ---- | ---- |
| 116                                        | 133  | 114  | 112  | 106  | 119  | 122  |
| Des de 1962: població sense dobles comptes |      |      |      |      |      |      |

## Administració
| Període | Identitat      | Partit |
| ------- | -------------- | ------ |
| 2001-   | André Fourcade | PRG    |